# Johnny Jones (pionnier)
Pour les articles homonymes, voir John Jones.
John "Johnny" Jones, né le mars 1809 et mort le 16 mars 1869, est un armateur baleinier et un commerçant de Sydney et un colon de Nouvelle-Zélande. Il est l'un des premiers pionniers de l'Otago, où il achète une station baleinière près de Waikouaiti en 1838. En avril 1840, il fait venir une douzaine de familles de Sydney  pour qu'elles s'installent autour de sa ferme Matanaka.

## Famille
Né à Sydney, Jones est le troisième fils de Thomas Jones, qui fut l'un des premiers colons de la Nouvelle-Galles du Sud. Dans sa jeunesse, son activité principale est la chasse à la baleine, puis il devient passeur au port naturel de Port Jackson⁣⁣, une ria qui s'avance de 19 kilomètres à l'intérieur des terres de la Nouvelle-Galles du Sud. À l'âge de vingt ans, Johnny Jones, ayant de bonnes compétences dans les affaires commerciales, investit dans l'achat trois  baleiniers, avec ses propres économies.
Il a épousé Sarah Sizemore le 7 janvier 1828 à Sydney. De leur union sont nés 11 enfants, bien que deux d'entre eux  soient décédés en bas âge. John Richard Jones, son fils aîné a épousé le 23 octobre 1855 Mary Orbell, la quatrième fille de John Orbell de Hawkesbury.

## La stationWaikouaiti
En 1835, Jones et Edwin Palmer s'associent pour acheter une station baleinière en Nouvelle-Zélande et une goélette pour la chasse à la baleine. Au cours des années suivantes, il acquiert une participation majoritaire dans sept stations baleinières néo-zélandaises. En 1838, il achète une station baleinière et des terres près de la côte et de l'embouchure de la rivière Waikouaiti, ainsi qu'une vaste étendue de terres au chef Ngāi Tahu « Bloody Jack » Tuhawaiki , représentant une partie considérable de ce qui est aujourd'hui le nord et le centre de l'Otago . Une grande partie de cet achat est ensuite annulé lorsque les terres de l'île du Sud sont cédées à la Couronne britannique. Après de longues querelles, Jones est finalement autorisé à conserver 45 km2 (11 000 acres). Il y construit la Ferme Matanaka et en avril 1840, il fait venir une douzaine de familles de Sydney  pour qu'elles s'installent autour de la ferme. Les premiers bâtiments, y compris les écuries, ont été construits en 1840, avec des matériaux apportés de Sydney. L'épouse de Jones, Sarah Sizemore, est connue sous le nom de Cherry (« cerise ») et la Ferme de Cerise voisine est apparemment nommée pour elle.

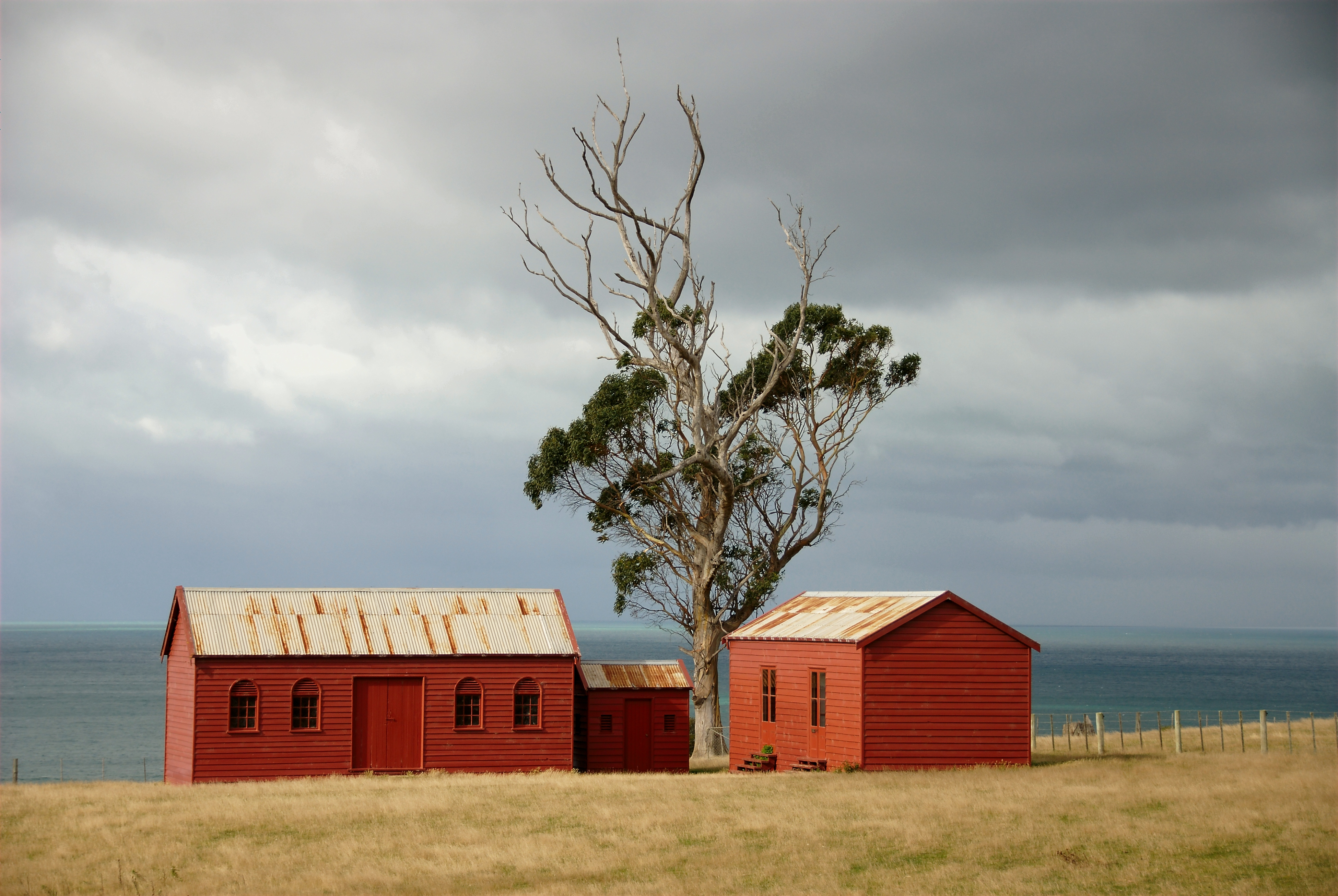
Matanaka - Grenier, toilettes et ancienne école

## Reconversion
Les contraintes financières conduisent Jones à déménager définitivement en Nouvelle-Zélande avec sa famille en 1843, partageant son temps entre Waikouaiti et Wellington. Le déclin de la chasse à la baleine l'oblige à fermer la station de Waikouaiti à la fin des années 1840, et il se concentre alors sur le développement de sa ferme qui devient bientôt une importante source de nourriture pour la nouvelle colonie de Dunedin, dans laquelle il s'installa en 1854. Au début de la colonisation de Dunedin, les activités maritimes et commerciales de Jones le font devenir le principal rival de James Macandrew. Au cours des années 1860, Jones se tourne à nouveau vers le transport maritime, d'abord en tant qu'actionnaire de l'éphémère Otago Steam Ship Company, puis à travers sa propre entreprise, la Harbor Steam Navigation Company, qui dessert les ports de Dunedin, Port Chalmers, et Oamaru, et il commerce plus tard également avec Hokitika sur la côte ouest.

## Fin de vie
Jones s'intéresse peu à la politique et refuse un poste offert par Edward Stafford au Conseil législatif néo-zélandais[Quand ?]. Il est toutefois président du conseil municipal de Dunedin en 1856. Jones meurt à Dunedin le 16 mars 1869 et est enterré dans le cimetière sud de la ville. Son fils aîné, John Richard Jones, est l'exécuteur testamentaire et il a joué un rôle déterminant dans la fusion de diverses compagnies maritimes.

## Sources
- (en) Cet article est partiellement ou en totalité issu de l’article de Wikipédia en anglais intitulé « Johnny Jones (pioneer) » (voir la liste des auteurs).